# Dexia velutina
Dexia velutina là một loài ruồi trong họ Tachinidae.